# Gran Premio di Spagna 2022
Il Gran Premio di Spagna 2022 è stata la sesta prova della stagione 2022 del campionato mondiale di Formula 1. La gara si è disputata domenica 22 maggio sul circuito di Barcellona-Catalogna a Montmeló ed è stata vinta dall'olandese Max Verstappen su Red Bull Racing-RBPT, al ventiquattresimo successo in carriera; Verstappen ha preceduto sotto la bandiera a scacchi il suo compagno di squadra, il messicano Sergio Pérez, e il britannico George Russell su Mercedes.

## Vigilia

### Sviluppi futuri
La Federazione riduce a 22 Gran Premi il numero di appuntamenti previsti per questo campionato, lo stesso numero record di gare che hanno caratterizzato la precedente stagione, rispetto ai 23 Gran Premi inizialmente programmati per la stagione, il quale avrebbero rappresentato un nuovo record nella storia della Formula 1. A seguito dell'invasione russa dell'Ucraina, prima dell'inizio del campionato, la Federazione sospende temporaneamente il Gran Premio di Russia, programmato come diciassettesima prova del mondiale il 25 settembre, per poi cancellarlo definitivamente pochi giorni più tardi, terminando allo stesso tempo il contratto per la disputa del Gran Premio nelle stagioni successive. Il Gran Premio di Russia doveva inizialmente essere sostituito.

### Aspetti tecnici
Per questo Gran Premio la Pirelli, fornitore unico degli pneumatici, offre la scelta tra gomme di mescola C1, C2 e C3, le mescole più dure che caratterizzano l'intera gamma messa a disposizione dall'azienda fornitrice degli pneumatici per il campionato. La stessa tipologia di coperture è già stata utilizzata durante il Gran Premio del Bahrein, gara inaugurale della stagione, e durante una delle due sessioni dei test pre-stagionali che ha avuto luogo su questo tracciato, a fine febbraio. Fin dall'edizione 2019 del Gran Premio, la Pirelli ha sempre optato per la stessa tipologia di pneumatici per questo appuntamento.
La Federazione stabilisce, per questa gara, le tradizionali due zone di attivazione del Drag Reduction System collocate rispettivamente lungo il rettilineo principale dei box, con punto per la determinazione del distacco fra piloti posto prima della curva 16, e tra la curva 9 (Campsa) e la curva 10 (La Caixa), con detection point fissato prima della curva 9.
La Federazione rende noto che al termine della gara della precedente prima edizione del Gran Premio di Miami, tra le prime dieci vetture classificate è stata sorteggiata l'Alfa Romeo di Valtteri Bottas per le verifiche tecniche. Le ispezioni hanno riguardato tutti i componenti delle sospensioni interne sia posteriori che anteriori, insieme agli ammortizzatori posteriori. Tutti i componenti ispezionati sono risultati essere conformi al regolamento tecnico.
Rispetto all'edizione 2021 del Gran Premio, vengono apportati alcuni cambiamenti al tracciato: una nuova recinzione viene installata nella pit wall; la via di fuga presente alla curva 4 viene estesa; i box presentano adesso dei nuovi portelloni; la struttura che sostiene i cinque semafori posta sul rettilineo di partenza è adesso più alta; un nuovo cordolo viene installato alla curva 3; l'erba sintetica è stata rimossa dalla curva 14 e dalla curva 15; all'apice della curva 14 la combinazione di cordoli è stata rimossa, con un paletto posizionato nell'apice interno. Prima dell'inizio delle qualifiche, i due dissuasori posizionati all'esterno della via di fuga della curva 1 vengono rimossi.
La Federazione stabilisce i limiti della pista che i piloti sono tenuti a rispettare, pena l'annullamento del tempo sul giro. Ogni pilota che oltrepassa la linea bianca alla curva 1 e alla curva 2 con tutte e quattro le ruote, deve rientrare in pista alla curva 3, facendolo nelle seguenti condizioni: la vettura deve transitare alla sinistra dei due dissuasori posti all'ingresso della curva 3; essa deve entrare in pista in condizioni di sicurezza; non deve ottenere un vantaggio rispetto alle altre. Superando i limiti della pista alla curva 13, 14 e 15 il tempo di percorrenza sul giro, insieme a quello successsivo, vengono cancellati dalla direzione gara.
Nella giornata del mercoledì, l'Aston Martin utilizza uno dei sei coprifuochi concessi durante la stagione per effettuare le operazioni sulle proprie vetture. La scuderia britannica non riceve sanzioni.
Prima dell'inizio della prima sessione di prove libere del venerdì, sulla vettura di George Russell e Lewis Hamilton viene installata la seconda unità relativa al motore a combustione interna, al turbocompressore, all'MGU-H, all'MGU-K e all'impianto di scarico. Sulla vettura di Zhou Guanyu viene installata la seconda unità relativa all'MGU-K e la terza unità relativa all'impianto di scarico. Sulla vettura di Sebastian Vettel viene installata la seconda unità relativa al sistema di recupero dell'energia. Sulla vettura di Sergio Pérez viene installata la terza unità relativa all'impianto di scarico. Tutti i piloti non sono penalizzati sulla griglia di partenza in quanto i nuovi componenti installati rientrano tra quelli utilizzabili nel numero massimo stabilito dal regolamento tecnico.
Sulla vettura di Lewis Hamilton e Charles Leclerc viene installata la seconda scatola del cambio e la seconda trasmissione. Entrambi i piloti non sono penalizzati sulla griglia di partenza in quanto i nuovi componenti rientrano tra quelli utilizzabili nel numero massimo stabilito dal regolamento tecnico.

### Aspetti sportivi
Il Gran Premio rappresenta il sesto appuntamento stagionale a distanza di due settimane dalla disputa della prima edizione del Gran Premio di Miami, quinta gara del campionato, l'unico Gran Premio a debuttare nel corso di questo campionato. Dopo la trasferta negli Stati Uniti d'America, il mondiale torna in Europa disputando la seconda tappa nel vecchio continente, dopo il Gran Premio dell'Emilia-Romagna tenutosi a fine aprile. Il contratto per la disputa del Gran Premio di Spagna nel calendario del campionato mondiale di Formula 1, sempre sul circuito di Catalogna, ha una valenza fino alla stagione 2026, il cui rinnovo è avvenuto nel corso del campionato 2021 a novembre. Sponsor del Gran Premio è, per questa edizione, come già accaduto dal 2014 al 2017, la Pirelli, azienda italiana fornitrice degli pneumatici per il mondiale, nel quale in questa stagione celebra il centocinquantesimo anniversario dalla sua fondazione.
Presente nel calendario del campionato mondiale di Formula 1 fin dalla stagione 1951 e valido quale prova della categoria dallo stesso anno, il Gran Premio di Spagna vede la sua disputa nel calendario della stagione nel tradizionale mese di maggio, per la sua cinquantaduesima edizione. È il secondo Gran Premio più antico dopo quello di Francia. Il circuito di Catalogna, sede della gara, ospita il mondiale fin dalla stagione 1991, giungendo alla trentaduesima edizione. Solo altri tre circuiti di questo campionato, Silverstone sede del Gran Premio di Gran Bretagna, l'Hungaroring sede del Gran Premio d'Ungheria e Monza sede del Gran Premio d'Italia, hanno ospitato consecutivamente più gare del circuito catalano. Il circuito di Catalogna viene tradizionalmente scelto, come una delle due sedi, insieme al circuito di Manama, in Bahrein, per la disputa dei test invernali, come avvenuto anche per questo campionato. A partire dal 1999, il circuito ha ospitato più di 120 giorni di test. È la quinta diversa località sede del Gran Premio di Spagna, dopo Pedralbes nel 1951 e 1954, Jarama, nel 1968, 1970, 1972, 1974, dal 1976 al 1979, e nel 1981, Montjuic Park nel 1969, 1971, 1973 e 1975, e Jerez de la Frontera dal 1986 al 1990. Il Gran Premio di Spagna 1980 a Jarama non venne considerato quale prova valida per il mondiale a causa della disputa FISA-FOCA.
Questa edizione della gara è la prima dal 2019 in cui è consentita la capienza massima per gli spettatori sulle tribune. Le ultime due edizioni del 2020 e 2021, la prima spostata più avanti nel corso della stagione in agosto a causa delle problematiche dettate dalla pandemia di COVID-19, furono entrambe influenzate dall'emergenza sanitaria. Le edizioni furono infatti disputate a porte chiuse, come altri numerosi Gran Premi, anche se l'edizione del 2021 vide la presenza di 1 000 dipendenti del circuito, dopo le modifiche del layout apportate alla curva 10 (La Caixa) durante la pausa invernale, realizzate per migliorare le condizioni di sicurezza sia nelle gare automobilistiche che in quelle motociclistiche. Sono previsti circa 300 000 spettatori durante il weekend di gara. Questa edizione del Gran Premio, comunque, potrebbe essere l'ultima in cui il layout è caratterizzato dalla chicane della curva 14 e della curva 15 nel terzo settore, usata dalla stagione 2007 e inserita per motivi di sicurezza.
Il pilota di riserva della Mercedes campione 2020-2021 di Formula E e 2019 di Formula 2, l'olandese Nyck de Vries, prende parte alla prima sessione di prove libere del venerdì, in sostituzione di Alexander Albon alla Williams. Per De Vries è il debutto in un weekend di gara di Formula 1, scegliendo il 45 quale numero sulla vettura. Il pilota di riserva della Red Bull Racing, l'estone Jüri Vips, prende anche lui parte alla sessione al posto di Sergio Pérez, debuttando in una sessione ufficiale della massima categoria, utilizzando il numero 36, mentre il polacco Robert Kubica sostituisce Zhou Guanyu all'Alfa Romeo, scegliendo il numero 88. A partire da questo campionato, secondo il regolamento sportivo, tutte le dieci squadre iscritte al campionato hanno l'obbligo di schierare, durante le sessioni di prove libere, almeno due piloti giovani. Le squadre hanno un numero prestabilito di sessioni nelle quali schierare dei giovani debuttanti.
La scuderia britannica McLaren e l'organizzazione benefica per la salute mentale Mind annunciano una sfida per la raccolta fondi, con l'obiettivo di raccogliere 59 000 sterline in vista della settimana del Gran Premio di Gran Bretagna. Il pilota titolare della scuderia, Daniel Ricciardo, diventa l'australiano a disputare il maggior numero di Gran Premi nella categoria con 216.
La Federazione rilascia un comunicato in cui dichiara la legalità degli aggiornamenti portati dall'Aston Martin, evidenziando come il design delle nuove componenti, che richiama quello in uso dalla Red Bull Racing, non abbia violato quanto stabilito nel regolamento tecnico.
Per questo Gran Premio la FIA designa, per la prima volta durante la stagione, il portoghese Eduardo Freitas quale direttore di gara. L'ex pilota di Formula 1 Vitantonio Liuzzi è nominato commissario aggiunto. L'italiano ha svolto in passato, in diverse occasioni, tale funzione, l'ultima nella prima edizione del Gran Premio d'Arabia Saudita corsa nel 2021. È la casa automobilistica inglese Aston Martin a fornire la safety car e la medical car.

## Prove

### Resoconto
Charles Leclerc è il più veloce della prima sessione del venerdì. Il monegasco, che comunque ha girato più lento, rispetto al tempo colto da Lewis Hamilton nei test pre-stagionali, ha battuto di meno di un decimo l'altro ferrarista Carlos Sainz Jr.. Al terzo posto si è classificato Max Verstappen che, però, nel giro più veloce, ha trovato del traffico nell'ultimo settore di pista. L'olandese si è maggiormente concentrato sulla ricerca del set up, per la gara, mentre le vetture italiane hanno dimostrato qualche difficoltà, nei giri con gomme dure. Alle spalle di Verstappen è salito George Russell, davanti a Fernando Alonso e Lewis Hamilton. Sulla seconda Red Bull Racing l'estone Jüri Vips ha provato, nella prima parte della sessione, per testare il volante, dopo i problemi scontati nella gara precedenti, da Verstappen.
Al termine della prima sessione di prove libere del venerdì, Fernando Alonso, Lewis Hamilton, Jüri Vips e George Russell vengono convocati dai commissari sportivi. Nel primo caso il pilota spagnolo ha ostacolato quello britannico alla curva 12. Nel secondo caso il pilota estone ha ostacolato quello britannico, sempre alla stessa curva. Alonso e Vips ricevono una reprimenda, la prima della stagione.
Leclerc si conferma il più veloce, anche nella seconda sessione del venerdì. In questa caso il ferrarista ha colto un tempo più alto, rispetto a quello della prima sessione, in quanto il vento sul rettilineo principale diventa contrario al senso delle vetture. La Ferrari dimostra una buona competitività sul giro secco, mentre sembra meno consistente, nella simulazione di gara. La Mercedes ha portato le sue due monoposto al secondo e terzo posto, con Russell a 117 millesimi da Leclerc, e Hamilton staccato dal compagno di team di meno di un decimo. La vettura tedesca, così come la Red Bull, ha una migliore confidenza con l'utilizzo della vettura in condizioni di gara. Ha chiuso solo sei giri Lando Norris, dopo avere distrutto il fondo della sua McLaren, nel passaggio su un cordolo. Pochi minuti dopo anche Valtteri Bottas, che era sesto nella classifica dei tempi, per un problema al propulsore, ha dovuto abbandonare la sessione.
Al termine della seconda sessione di prove libere del venerdì, Alexander Albon e Carlos Sainz Jr. vengono convocati dai commissari sportivi in quanto il pilota thailandese ha ostacolato quello spagnolo alla curva 2. Albon non riceve sanzioni.
Nella notte tra il venerdì e il sabato, la Ferrari, dove viene sostituito il telaio alla vettura di Carlos Sainz Jr. per un guasto alla pompa della benzina, la McLaren e la Williams utilizzano uno dei due coprifuochi concessi durante la stagione per effettuare le operazioni sulle proprie vetture. Le tre squadre non ricevono sanzioni.
Prima dell'inizio della terza sessione di prove libere del sabato, sulla vettura di Esteban Ocon viene installata la seconda unità relativa al motore a combustione interna e all'unità di controllo elettronico. Il pilota francese dell'Alpine non è penalizzato sulla griglia di partenza in quanto i nuovi componenti installati rientrano tra quelli utilizzabili nel numero massimo stabilito dal regolamento tecnico.
Anche al sabato è Leclerc il più rapido. Il monegasco precede di 72 millesimi Verstappen che, a sua volta, fa meglio del duo della Mercedes. I primi tre sono stati capaci di scendere sotto il minuto e venti secondi sul giro, con tempi simili a quelli della prima giornata di prove, pur con una temperatura dell'asfalto più elevata di 46 °C. La Ferrari ha dimostrato una miglior costanza nella simulazione di gara, risolvendo i problemi di scivolamento, mentre la Red Bull sembra avere migliorato la prestazione sul giro secco. Mick Schumacher ha percorso pochi giri, dopo un principio d'incendio che ha coinvolto il suo retrotreno, mentre non ha girato Pierre Gasly che, nel corso dell'installation lap, ha subito un problema al propulsore, che gli ha negato la possibilità di girare.

### Risultati
Nella prima sessione del venerdì si è avuta questa situazione:
| Pos | Nº | Pilota           | Costruttore          | Tempo    | Gap    | Giri |
| --- | -- | ---------------- | -------------------- | -------- | ------ | ---- |
| 1   | 16 | Charles Leclerc  | Ferrari              | 1'19"828 |        | 27   |
| 2   | 55 | Carlos Sainz Jr. | Ferrari              | 1'19"907 | +0"079 | 27   |
| 3   | 1  | Max Verstappen   | Red Bull Racing-RBPT | 1'20"164 | +0"336 | 28   |

Nella seconda sessione del venerdì si è avuta questa situazione:
| Pos | Nº | Pilota          | Costruttore | Tempo    | Gap    | Giri |
| --- | -- | --------------- | ----------- | -------- | ------ | ---- |
| 1   | 16 | Charles Leclerc | Ferrari     | 1'19"670 |        | 29   |
| 2   | 63 | George Russell  | Mercedes    | 1'19"787 | +0"117 | 27   |
| 3   | 44 | Lewis Hamilton  | Mercedes    | 1'19"874 | +0"204 | 26   |

Nella sessione del sabato mattina si è avuta questa situazione:
| Pos | Nº | Pilota          | Costruttore          | Tempo    | Gap    | Giri |
| --- | -- | --------------- | -------------------- | -------- | ------ | ---- |
| 1   | 16 | Charles Leclerc | Ferrari              | 1'19"772 |        | 23   |
| 2   | 1  | Max Verstappen  | Red Bull Racing-RBPT | 1'19"844 | +0"072 | 12   |
| 3   | 63 | George Russell  | Mercedes             | 1'19"920 | +0"148 | 16   |

## Qualifiche

### Resoconto
Prima dell'inizio delle qualifiche, sulla vettura di Mick Schumacher viene installata la terza scatola del cambio e la seconda trasmissione. Il pilota tedesco della Haas non è penalizzato sulla griglia di partenza in quanto i nuovi componenti installati rientrano tra quelli utilizzabili nel numero massimo stabilito dal regolamento tecnico.
Pierre Gasly è il primo pilota a prendere la pista. Dopo la cancellazione di un tempo di Tsunoda, il tempo di riferimento è registrato da Zhou (1'21"075). Il tempo del cinese è battuto dal duo della Red Bull Racing. Nel frattempo occorre una situazione di pericolo, nella corsia dei box, tra Lando Norris e Lance Stroll, con il canadese mandato in pista al sopraggiungere della vettura del britannico. Sainz Jr. sale al comando, in 1'19"892, tempo subito limato da Charles Leclerc (1'19"861). Al quarto posto si insedia Lewis Hamilton, prima che il suo compagno di team, George Russell, lo preceda di pochi millesimi. Valtteri Bottas segna il sesto tempo, proprio davanti a Pérez.
Mick Schumacher si migliora, negli istanti finali di sessione, salendo ottavo, mentre meglio fa il suo compagno alla Haas, Kevin Magnussen, quinto. Si migliora anche Daniel Ricciardo, che spinge Vettel fuori dalla zona di qualificazione alla fase successiva. Oltre al tedesco non passano il turno Fernando Alonso, Stroll e le due Williams.
In Q2 i primi a chiudere un giro, dopo cinque minuti dall'inizio della sessione, sono le Mercedes. Hamilton chiude in 1'19"794, mentre Russell abbassa il limite in 1'19"470. A un secondo dalle vetture tedesche si piazzano le due Haas. Pérez risale terzo, a 360 millesimi dal tempo di Russell. Anche le due Ferrari non sono capaci di battere il rilievo cronometrico del britannico: Sainz Jr. è quinto, mentre Leclerc è quarto. Chi fa peggio è Verstappen, che coglie solo il sesto tempo.
La direzione di gara informa i piloti che non sono più consentiti dei rallentamenti nella corsia dei box, al fine di ampliare il margine con il pilota che precede. Nella parte finale di sessione rinunciano a tornare in pista le due Mercedes e Leclerc. Sainz Jr. sale in testa (1'19"453), mentre non riescono a entrare nei migliori dieci tempi le due AlphaTauri. Magnussen è quarto, mentre non trova un tempo migliore Zhou. Si migliorano le due McLaren, prima che il tempo di Norris venga cancellato, costringendo il britannico a uscire dalla top 10. Nel frattempo Verstappen strappa la migliore prestazione a Sainz Jr.. Oltre a Norris, non accedono alla fase finale Ocon, Tsunoda, Gasly e Zhou.
In Q3 Schumacher segna il primo tempo (1'21"773), tre decimi meglio di Magnussen. Arriva Hamilton che porta il limite a 1'19"664, battuto, in seguito, da Sainz Jr. (1'19"423). Leclerc spreca il suo primo giro veloce con un testacoda. Russell precede Hamilton, prima che Pérez e Verstappen facciano meglio, tanto che l'olandese va in pole position provvisoria (1'19"073). Il tempo del pilota della Red Bull Racing viene battuto da Leclerc che, nel suo ultimo, e unico, giro veloce di sessione, coglie 1'18"750. Verstappen non può rispondere al tempo del suo avversario, a causa di una perdita di potenza del motore. Sainz Jr. non riesce a migliorare il suo primo tempo, cosa che invece fa Russell, che si piazza quarto, alle spalle dello spagnolo, ma davanti a Sergio Pérez.
Charles Leclerc coglie la sua quarta partenza al palo della stagione, il primo pilota a cogliere la pole position per la seconda gara consecutiva in questa stagione. Per il monegasco è la tredicesima partenza dalla prima piazzola in carriera, eguagliando il numero di pole position in Ferrari ottenute da Alberto Ascari. La scuderia di Maranello ottiene la pole position nel Gran Premio di Spagna per la prima volta dall'edizione del 2008 con Kimi Räikkönen. Verstappen, secondo, parte dalla stessa posizione dell'edizione del 2021 della gara. Leclerc è Verstappen caratterizzano la prima fila per la quarta volta in questa stagione su sei gare. Per Sainz Jr. la terza posizione è il miglior risultato nel Gran Premio di casa in qualifica. La Mercedes termina una striscia di nove pole position consecutive nel Gran Premio di Spagna e per la prima volta dall'edizione del 2012 nessuna vettura della scuderia tedesca è in prima fila. Per Hamilton la sesta posizione è il risultato più basso dal Gran Premio di Spagna 2009 dove si qualificò quattordicesimo. Bottas, settimo, rappresenta per l'Alfa Romeo la partenza nelle prime dieci posizioni in Spagna per la prima volta dalla quinta posizione di Pérez quando la scuderia utilizzava la denominazione Sauber nel 2012. Per la terza volta negli ultimi quattro Gran Premi di Spagna Magnussen è qualificato nelle prime otto posizioni. Schumacher, decimo, si qualifica per la prima volta in carriera in Q3 con il format in uso, dopo essersi qualificato nella stessa posizione nel Gran Premio dell-Emilia-Romagna, ma con il format della Sprint. La Haas presenta due vetture nella top 10 per la prima volta dal Gran Premio del Brasile 2019. Vettel viene eliminato in Q1 per la prima volta in carriera su questo tracciato. Per Alonso è la prima eliminazione in Q1 su questa pista da quando l'attuale format delle qualifiche è stato introdotto.
Al termine delle qualifiche Lance Stroll e Lando Norris vengono convocati dai commissari sportivi per una situazione di pericolo in pit lane in cui il pilota britannico ha dovuto evitare una collisione con quello canadese dopo essere stato fatto uscire dai box, durante la Q1. L'Aston Martin viene multata di 5 000 euro da parte della Federazione. Kevin Magnussen e Mick Schumacher vengono convocati per avere guidato per diversi giri troppo lentamente durante la sessione. I due piloti della Haas ricevono un avvertimento.
Sono stati cancellati tre tempi dai commissari sportivi ai piloti per avere superato i limiti della pista, durante le qualifiche. Si sono visti cancellare il tempo Yuki Tsunoda, Lando Norris e Sergio Pérez, tutti alla curva 12.

### Risultati
Nella sessione di qualifica si è avuta questa situazione:
| Pos                         | Nº | Pilota           | Costruttore                  | Q1       | Q2       | Q3       | Griglia |
| --------------------------- | -- | ---------------- | ---------------------------- | -------- | -------- | -------- | ------- |
| 1                           | 16 | Charles Leclerc  | Ferrari                      | 1'19"861 | 1'19"969 | 1'18"750 | 1       |
| 2                           | 1  | Max Verstappen   | Red Bull Racing-RBPT         | 1'20"091 | 1'19"219 | 1'19"073 | 2       |
| 3                           | 55 | Carlos Sainz Jr. | Ferrari                      | 1'19"892 | 1'19"453 | 1'19"166 | 3       |
| 4                           | 63 | George Russell   | Mercedes                     | 1'20"218 | 1'19"470 | 1'19"393 | 4       |
| 5                           | 11 | Sergio Pérez     | Red Bull Racing-RBPT         | 1'20"447 | 1'19"830 | 1'19"420 | 5       |
| 6                           | 44 | Lewis Hamilton   | Mercedes                     | 1'20"252 | 1'19"794 | 1'19"512 | 6       |
| 7                           | 77 | Valtteri Bottas  | Alfa Romeo-Ferrari           | 1'20"355 | 1'20"053 | 1'19"608 | 7       |
| 8                           | 20 | Kevin Magnussen  | Haas-Ferrari                 | 1'20"227 | 1'19"810 | 1'19"682 | 8       |
| 9                           | 3  | Daniel Ricciardo | McLaren-Mercedes             | 1'20"549 | 1'20"287 | 1'20"297 | 9       |
| 10                          | 47 | Mick Schumacher  | Haas-Ferrari                 | 1'20"683 | 1'20"436 | 1'20"638 | 10      |
| 11                          | 4  | Lando Norris     | McLaren-Mercedes             | 1'20"838 | 1'20"471 | N.D.     | 11      |
| 12                          | 31 | Esteban Ocon     | Alpine-Renault               | 1'20"880 | 1'20"638 | N.D.     | 12      |
| 13                          | 22 | Yuki Tsunoda     | AlphaTauri-RBPT              | 1'20"707 | 1'20"639 | N.D.     | 13      |
| 14                          | 10 | Pierre Gasly     | AlphaTauri-RBPT              | 1'20"719 | 1'20"861 | N.D.     | 14      |
| 15                          | 24 | Zhou Guanyu      | Alfa Romeo-Ferrari           | 1'20"476 | 1'21"094 | N.D.     | 15      |
| 16                          | 5  | Sebastian Vettel | Aston Martin Aramco-Mercedes | 1'20"954 | N.D.     | N.D.     | 16      |
| 17                          | 14 | Fernando Alonso  | Alpine-Renault               | 1'21"043 | N.D.     | N.D.     | 20      |
| 18                          | 18 | Lance Stroll     | Aston Martin Aramco-Mercedes | 1'21"418 | N.D.     | N.D.     | 17      |
| 19                          | 23 | Alexander Albon  | Williams-Mercedes            | 1'21"645 | N.D.     | N.D.     | 18      |
| 20                          | 6  | Nicholas Latifi  | Williams-Mercedes            | 1'21"915 | N.D.     | N.D.     | 19      |
| Tempo limite 107%: 1'25"451 |    |                  |                              |          |          |          |         |

In grassetto sono indicate le migliori prestazioni in Q1, Q2 e Q3.

## Gara

### Resoconto
Prima della gara, sulla vettura di Fernando Alonso viene installata la quarta unità relativa al motore a combustione interna, al turbocompressore, all'MGU-H, all'MGU-K e all'impianto di scarico, e la terza unità relativa al sistema di recupero dell'energia e all'unità di controllo elettronico. Il pilota spagnolo dell'Alpine è costretto a partire dal fondo dello schieramento in quanto i nuovi componenti installati superano quelli utilizzabili nel numero massimo stabilito dal regolamento tecnico.
Al via tutti i piloti montano gomme soft, tranne Lewis Hamilton, che opta per le medie. In partenza Charles Leclerc difende la prima posizione, seguito da Max Verstappen. Parte male, invece, Carlos Sainz Jr., che viene passato da George Russell e Sergio Pérez. Alla quarta curva c'è un contatto tra Kevin Magnussen e Lewis Hamilton; entrambi i piloti sono costretti ai box, pur potendo proseguire il Gran Premio, dopo la sosta. Al quarto giro Valtteri Bottas prende la sesta posizione a Mick Schumacher, che poi, dopo un paio di giri, è passato anche da Esteban Ocon che, al quinto giro, aveva superato Daniel Ricciardo, per l'ottava piazza.
Al settimo passaggio Sainz Jr. va in testacoda, alla quarta curva: lo spagnolo va nella ghiaia, può riprendere la gara, ma scendendo in undicesima posizione. Un giro dopo, nello stesso punto, commette lo stesso errore anche Verstappen. Anche il pilota olandese è capace di riprendere la pista, cedendo a Russell e Pérez. Al decimo giro il messicano ricede la terza posizione, al compagno di scuderia. Al tredicesimo giro vanno al pit stop sia Russell che Verstappen. Entrambi passano alle gomme medie. Il pilota della Red Bull Racing sconta il malfunzionamento del DRS, che non permette a Verstappen di avvicinarsi molto al pilota della Mercedes. Nei giri seguenti si fermano anche Esteban Ocon e Bottas.
Al quindicesimo giro Leclerc gode di un vantaggio di 15"3 su Pérez. Il messicano attende ancora due giri per la sua sosta. Torna secondo Russell, che si trova a quasi 30 secondi dal monegasco. Leclerc passa alle coperture medie, al ventunesimo giro, mantenendo la prima posizione. Alle sue spalle, dopo Russell, c'è il duo della Red Bull, mentre più lontano è Bottas. Verstappen attacca Russell, alla prima staccata, ma il britannico riesce a mantenere la seconda posizione. Vista la difficoltà per l'olandese, senza DRS, di passare Russell, Pérez, che si sta avvicinando, chiede di potere superare il suo compagno di team. La gara vede un colpo di scena al ventisettesimo giro quando un problema al motore della Ferrari di Leclerc costringe il leader all'abbandono. Russell si trova così a comandare il Gran Premio, mentre Verstappen anticipa la seconda sosta, nella speranza di passare Russell con la strategia dell'undercut. L'olandese torna in gara alle spalle di Bottas, che però passa presto.
Al trentesimo passaggio Russell, alla prima staccata, è costretto a cedere la testa della gara a Pérez. Va ai box, per il secondo pit stop, anche Sainz Jr., che scala settimo. Lo spagnolo, grazie alla sosta di Norris e un sorpasso su Ocon, torna quinto. Al trentaseiesimo giro si ferma Russell, il giro dopo Pérez. Il primo opta per rimontare le gomme morbide, mentre Pérez rimane sulle medie. Verstappen si ritrova al comando, con 17 secondi di vantaggio su Sergio Pérez, e oltre 21 su Russell. Bottas è quarto, poco davanti a Sainz Jr. e Hamilton. Il sette volte campione del mondo, grazie a un ritmo insostenibile per gli altri, è passato dal diciannovesimo al sesto posto, tra il ventitreesimo e il trentaseiesimo giro.
Al quarantaquattresimo giro Verstappen si ferma per la terza sosta. L'olandese torna alle medie. Pérez risale in vetta, ma cede la prima posizione a Verstappen, quattro giri dopo. Nel frattempo ha effettuato la terza sosta anche Sainz Jr.. Il ferrarista scala settimo, ma passa Ocon, quasi subito, per il sesto posto. Sainz Jr. recupera ancora una posizione, dopo la terza sosta di Hamilton. Hamilton passa Ocon, mentre va ai box anche Russell. Al cinquantaduesimo giro si ferma anche Esteban Ocon. Verstappen comanda davanti a Pérez, Bottas, Russell, Sainz Jr. e Hamilton. Bottas, su gomme medie, non effettua la terza sosta, ed è costretto a cedere la posizione a Russell. Al cinquantatreesimo giro si ferma, per la terza sosta, anche Pérez, che monta gomme morbide, per strappare il giro veloce a Hamilton. Al cinquantasettesimo giro Bottas scala due posizioni, passato da Sainz Jr. e Hamilton. Due giri dopo il pilota della Mercedes ha la meglio sul ferrarista. Negli ultimi giri l'eccessivo consumo di benzina costringe le Mercedes ad abbassare il ritmo e alzare i tempi sul giro. Ciò porta Sainz Jr. a riprendersi la posizione di Hamilton.
Verstappen coglie la sua ventiquattresima vittoria in carriera, davanti a Pérez e Russell. La vittoria del campione del mondo sul circuito di Catalogna arriva sei anni dopo dal suo debutto con la Red Bull Racing in Formula 1, nell'edizione 2016 del Gran Premio, dove conquistò la prima vittoria in carriera che rappresentò quella del miglior giovane pilota della categoria a vincere una corsa. Il pilota olandese supera il numero di vittorie ottenute dal brasiliano tre volte campione del mondo Nelson Piquet e dal campione del mondo 2016, il tedesco Nico Rosberg. Verstappen conduce la classifica piloti per la prima volta in stagione, dopo un ritardo di 46 punti da Leclerc al termine del Gran Premio d'Australia, solamente tre gare prima. La Red Bull Racing, che conduce la classifica costruttori per la prima volta dal Gran Premio di Gran Bretagna 2021, conquista la doppietta per la seconda volta nelle ultime tre gare stagionali. Per Pérez si è trattato del primo podio su questo tracciato, dopo 11 Gran Premi in Formula 1 e quattro in GP2, e per la terza volta in stagione conclude in seconda posizione, dato che eguaglia il numero di secondi posti conquistati nel resto della sua carriera. Per Russell si è trattato del terzo posto in carriera dopo il Gran Premio del Belgio 2021 con la Williams e il Gran Premio d'Australia in questo campionato. Sainz Jr., quarto, termina per la prima volta nelle prime cinque posizioni nel Gran Premio di casa, mentre Hamilton, quinto, termina una striscia di cinque vittorie consecutive nel Gran Premio di Spagna. La sesta posizione di Bottas rappresenta per l'Alfa Romeo il miglior risultato su questo circuito in dieci anni. Norris, ottavo, termina nella stessa posizione dell'edizione del 2021. Alonso, nono, finisce a punti per la seconda volta nelle ultime sei gare nel Gran Premio casalingo, dopo l'ottavo posto nel Gran Premio di Spagna 2018. Leclerc termina la sua più lunga striscia di 16 Gran Premi consecutivi al traguardo iniziata nel Gran Premio d'Ungheria 2021 ed è il primo ritirato nel Gran Premio di Spagna in due delle ultime tre edizioni.
Sono stati sedici i tempi cancellati dai commissari sportivi ai piloti per avere superato i limiti della pista, durante la gara. Si sono visti cancellare il tempo Alexander Albon (quattro volte, di cui tre alla curva 12 e una alla curva 9), Lewis Hamilton (tre volte alla curva 12), Sebastian Vettel e Fernando Alonso (due volte, entrambe per Vettel alla curva 9 ed entrambe per Alonso alla curva 12), Yuki Tsunoda, Max Verstappen, Kevin Magnussen, Mick Schumacher e Sergio Pérez (una volta, Tsunoda alla curva 9, Verstappen alla curva 12, Magnussen alla curva 9, Schumacher alla curva 12 e Pérez alla curva 9).

### Risultati
I risultati del Gran Premio sono i seguenti:
| Pos | Nº | Pilota           | Costruttore                  | Giri | Tempo/Ritiro       | Griglia | Punti |
| --- | -- | ---------------- | ---------------------------- | ---- | ------------------ | ------- | ----- |
| 1   | 1  | Max Verstappen   | Red Bull Racing-RBPT         | 66   | 1h37'20"475        | 2       | 25    |
| 2   | 11 | Sergio Pérez     | Red Bull Racing-RBPT         | 66   | +13"072            | 5       | 19    |
| 3   | 63 | George Russell   | Mercedes                     | 66   | +32"927            | 4       | 15    |
| 4   | 55 | Carlos Sainz Jr. | Ferrari                      | 66   | +45"208            | 3       | 12    |
| 5   | 44 | Lewis Hamilton   | Mercedes                     | 66   | +54"534            | 6       | 10    |
| 6   | 77 | Valtteri Bottas  | Alfa Romeo-Ferrari           | 66   | +59"976            | 7       | 8     |
| 7   | 31 | Esteban Ocon     | Alpine-Renault               | 66   | +1'15"397          | 12      | 6     |
| 8   | 4  | Lando Norris     | McLaren-Mercedes             | 66   | +1'23"235          | 11      | 4     |
| 9   | 14 | Fernando Alonso  | Alpine-Renault               | 65   | +1 giro            | 20      | 2     |
| 10  | 22 | Yuki Tsunoda     | AlphaTauri-RBPT              | 65   | +1 giro            | 13      | 1     |
| 11  | 5  | Sebastian Vettel | Aston Martin Aramco-Mercedes | 65   | +1 giro            | 16      |       |
| 12  | 3  | Daniel Ricciardo | McLaren-Mercedes             | 65   | +1 giro            | 9       |       |
| 13  | 10 | Pierre Gasly     | AlphaTauri-RBPT              | 65   | +1 giro            | 14      |       |
| 14  | 47 | Mick Schumacher  | Haas-Ferrari                 | 65   | +1 giro            | 10      |       |
| 15  | 18 | Lance Stroll     | Aston Martin Aramco-Mercedes | 65   | +1 giro            | 17      |       |
| 16  | 6  | Nicholas Latifi  | Williams-Mercedes            | 64   | +2 giri            | 19      |       |
| 17  | 20 | Kevin Magnussen  | Haas-Ferrari                 | 64   | +2 giri            | 8       |       |
| 18  | 23 | Alexander Albon  | Williams-Mercedes            | 64   | +2 giri            | 18      |       |
| Rit | 24 | Zhou Guanyu      | Alfa Romeo-Ferrari           | 28   | Perdita di potenza | 15      |       |
| Rit | 16 | Charles Leclerc  | Ferrari                      | 27   | Turbocompressore   | 1       |       |

Sergio Pérez riceve un punto addizionale per avere segnato il giro più veloce della gara.

## Classifiche mondiali

### Piloti
| Pos | Pilota           | Punti |
| --- | ---------------- | ----- |
| 1   | Max Verstappen   | 110   |
| 2   | Charles Leclerc  | 104   |
| 3   | Sergio Pérez     | 85    |
| 4   | George Russell   | 74    |
| 5   | Carlos Sainz Jr. | 65    |
| 6   | Lewis Hamilton   | 46    |
| 7   | Lando Norris     | 39    |
| 8   | Valtteri Bottas  | 38    |
| 9   | Esteban Ocon     | 30    |
| 10  | Kevin Magnussen  | 15    |
| 11  | Daniel Ricciardo | 11    |
| 12  | Yuki Tsunoda     | 11    |
| 13  | Pierre Gasly     | 6     |
| 14  | Sebastian Vettel | 4     |
| 15  | Fernando Alonso  | 4     |
| 16  | Alexander Albon  | 3     |
| 17  | Lance Stroll     | 2     |
| 18  | Zhou Guanyu      | 1     |

### Costruttori
| Pos | Costruttore                  | Punti |
| --- | ---------------------------- | ----- |
| 1   | Red Bull Racing-RBPT         | 195   |
| 2   | Ferrari                      | 169   |
| 3   | Mercedes                     | 120   |
| 4   | McLaren-Mercedes             | 50    |
| 5   | Alfa Romeo-Ferrari           | 39    |
| 6   | Alpine-Renault               | 34    |
| 7   | AlphaTauri-RBPT              | 17    |
| 8   | Haas-Ferrari                 | 15    |
| 9   | Aston Martin Aramco-Mercedes | 6     |
| 10  | Williams-Mercedes            | 3     |